# Hedwigiaceae
Hedwigiaceae là một họ rêu trong bộ Isobryales.